# Jamtalferner
Jamtalferner är en glaciär i Österrike. Den ligger i distriktet Landeck och förbundslandet Tyrolen, i den västra delen av landet.
Den högsta punkten i närheten är Vordere Jamspitze, 3 176 meter över havet, sydväst om Jamtalferner.
Trakten runt Jamtalferner består i huvudsak av alpin tundra.